# 1995 SU
1995 SU är en asteroid i huvudbältet som upptäcktes den 19 september 1995 av den brittiske astronomen Stephen P. Laurie i Church Stretton.